# Šum svistu
Šum svistu byla česká hudební skupina. Kapela vznikla v roce 1990 po odchodu frontmana Dana Nekonečného, saxofonisty Aleše Kudely a perkusionisty Miloše Vacíka od skupiny Laura a její tygři. V roce 1994 z kapely odešel Miloš Vacík spolu s Alešem Kudelou pro neshody s Danielem Nekonečným. 

## Hudební styl
Skupina Šum svistu vycházela především z karnevalové tradice latinskoamerické hudby samba, kterou obohacovala o české prvky a texty. Skupina vycházela z hudebních postupů, které přinesl hudební mistr Miloš Vacík. Miloš Vacík prováděl aranže pro perkuse, kdežto aranže dechové sekce měl v letech 1990–1994, tzn. v období největšího růstu kapely, na starosti Aleš Kudela. Součástí vystoupení kapely byly extravagantní kostýmy, světelné a barevné efekty a odkazy na karnevalové veselí v Rio de Janeiru.

## Diskografie
- Tančírna (1993)
- Rytmy z ráje (1994)
- Magie ANBS (1999)